# Station Montanaro
Station Montanaro is een spoorwegstation van de spoorlijn Chivasso-Ivrea-Aosta, gelegen in de gemeente Montanaro (Piëmont-Italië).